# Vital Gawronski
Vital Gawronski (in einigen seiner frühen Publikationen: Vitaly Gawronsky; * 13. März 1907 in Moskau; † 1989) war ein Schweizer Volkswirtschaftler und Publizist.

## Leben
Gawronski absolvierte das Gymnasium in Bern und studierte anschliessend Nationalökonomie an der Universität Bern. Er promovierte 1935 mit einer Arbeit über Das Mitspracherecht der Arbeitnehmer im Betriebe.
Er arbeitete im Eidgenössischen Volkswirtschaftsdepartement und war Sekretär und wissenschaftlicher Mitarbeiter des Schweizerischen Metall- und Uhrenarbeiterverbandes bzw. wirkte beim Schweizerischen Gewerkschaftsbund mit. Er wirkte auch als Herausgeber der „Schweizerischen Metallarbeiter Zeitung“. Gawronski war bekannt mit der Schweizer Sozialistin Gertrude Lörtscher. Seine bekannteste Schrift ist wohl Staatsgewalt und Volkswohlfahrt, in der er sich (für einen Gewerkschafter zur damaligen Zeit recht ungewöhnlich) vehement gegen zu starke staatliche Regulierungen in der Wirtschaft einsetzte. Er lebte zuletzt in Bern.

## Werke
- Das Mitspracherecht der Arbeitnehmer im Betriebe. Dissertation, Universität Bern, 1935.
- Die Sozialpolitik des Bundes (= Schriftenreihe des Aufklärungsdienstes der Eidg. Zentralstelle für Kriegswirtschaft. Heft 8). Bern 1945.
- Arbeiterschaft, Demokratie und Freiheitsrechte. In: Festgabe für Nationalrat Dr. h. c. Konrad Ilg. Francke, Bern 1947, S. 81–108.
- Staatsgewalt und Volkswohlfahrt: Was hat die arbeitende Bevölkerung von der dirigierten Wirtschaft zu erwarten? Francke, Bern 1949, 2. Auflage 1950.
- Die Warenumsatzsteuer – eine unsoziale Belastung? Francke, Bern 1951
- Krisenbekämpfung und Arbeitsbeschaffung in der Schweiz: Ein Beitrag zur Frage der Vorbereitung und Finanzierung krisenverhütender Massnahmen (= Schriftenreihe des Instituts Finanzen und Steuern. Bd. 34). Stollfuß, Bonn 1955
- Die Wirtschaft soll dem Wohlstand dienen: Gedanken über Marktwirtschaft nach menschlichem Mass. Verlag der Schaffhauser Nachrichten, Schaffhausen 1965.
- Landwirtschaft und Agrarpolitik in der Schweiz. Wirtschaftsförderung, Zürich 1981.

Vital Gawronski verfasste zahlreiche Beiträge für die Schweizerische Metallarbeiter-Zeitung und andere Zeitschriften.